# Innamorati

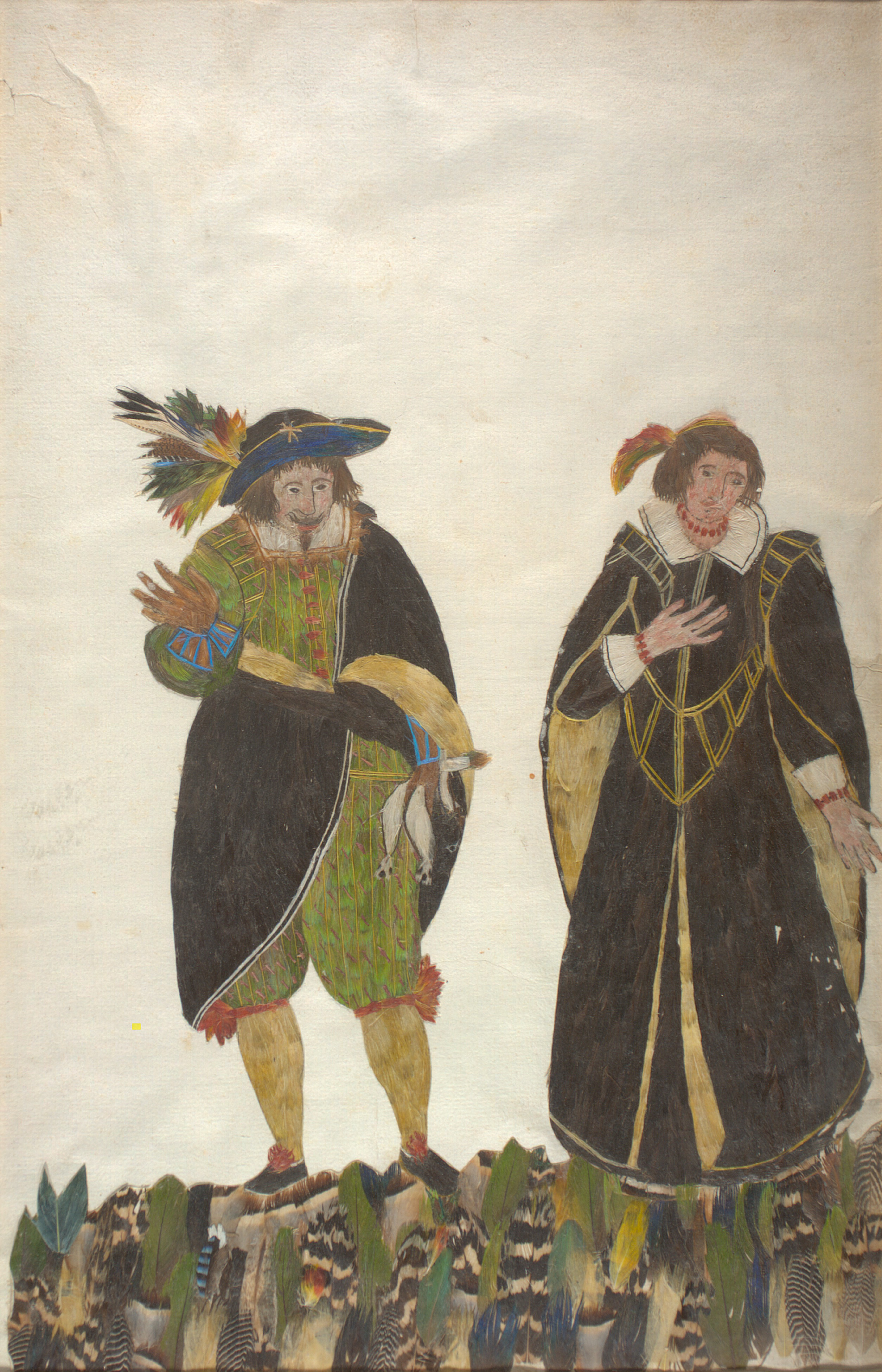
Lelio y Florinda en El libro de la pluma (1618), una serie de imágenes compuestas con plumas de aves. El creador fue Dionisio Minaggio, Jardinero Jefe del Ducado de Milán.

Los enamorados (Gli innamorati [ʎi innamoˈraːti], junto con los "vecchi" (amos) y los "zanni" (criados), forman los tres grupos o categorías esenciales en el conjunto de personajes tipo de la Commedia dell'arte. Son el grupo más típico y menos atractivo, aunque el resto de los personajes se mueven en función de sus sentimientos. Los nombres son siempre bucólicos y aparecen emparejados según capricho: Florinda y Lelio, Rosana y Florindo, Isabel y Octavio, Angélica y Fabricio, Aurelia y Cinzio, Lucilla y Flavio, etc. Su tipología quedó en gran medida fijada en la comedia goldoniana Los enamorados («Gl'innamorati»), de 1759.

## Contexto
Los «innamorati», jóvenes e ingénuos, suelen ser el hijo o la hija de Pantaleone y de Il Dottore, o viceversa. Su base argumental es amar y ser amados, es decir amarse con cándida desesperación. Se expresan en un dialecto toscano culto, suspiran mucho y se dejan enredar por sus criados.
Todos los «innamorati» suelen ir sin máscara, como si su origen petrarquista los humanizase y dignificase por contraste con los mimos, bufónes y fantoches que les rodean en el escenario. En cambio, carecen de definición psicológica y su carga satírica o crítica es prácticamente nula. En el mismo grupo suele incluirse también a las cortesanas, que ponen en juego sus encantos cuando la trama lo requiere. 
La primera enamorada con personalidad de la que se tiene noticia fue Vicenza Armani, cómica veneciana de la compañía de "Ganassa", cuya dominio del arte de la improvisación contribuyó en gran parte a la fama de dicha compañía. Se la considera digna precursora de la gran «Isabella».

### Isabella
Ha sido frecuente que la identificación del cómico con su máscara les haya llevado a adoptarla como un sobrenombre o mote artístico; así ocurrió con Alberto Naselli, alias «Ganassa» o «Zan Ganassa», y con Tiberio Fiori «Scaramuccia». Lo realmente significativo fue el caso opuesto, protagonizado por la actriz, poetisa y dramaturga paduana, Isabella Andreini, inmortalizada por pintores y poetas de su época ( segunda mitad del siglo xvi). Isabella generó el arquetipo más logrado de la enamorada de la Comedia del Arte, que desde entonces se llama como ella.

## Galería
Esta es la representación de dos de los «innamorati» más populares en los figurines del romántico francés Maurice Sand.

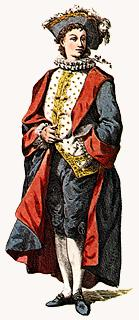
Florindo (o Lelio)
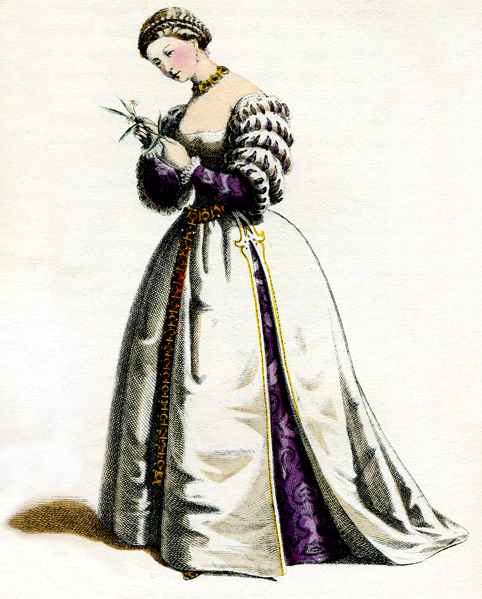
Isabella

### Galería de nombres

#### enamoradas
- Angélica
- Beatrice
- Florinda, creada por Virginia Ramponi-Andreini alias "La Florinda".[8]
- Flaminia
- Isabella, creada por Isabella Andreini alias «Isabella»
- Eulalia
- Silvia
- Vincenza, probablemente creada por Vicenza Armani
- Hortensia
- Lavinia
- Lucía

#### enamorados
- Flavio, creado por Flaminio Scala
- Fabrizio
- Cinzio
- Horacio
- Silvio
- Aurelio
- Ottavio
- Ortensio
- Tristano
- Lelio, popularizado por Giambattista Andreini
- Leandro
- Florindo
- Lindoro